# Interstate 184
Pour les articles homonymes, voir Route 184.
L'Interstate 184 (I-184) est une courte autoroute auxiliaire de Boise, en Idaho. Il s'agit d'une autoroute collectrice de l'I-84 qui relie l'autoroute principale au centre-ville de Boise. L'I-184 se termine à la jonction avec la US 20 et la US 26.

## Description du tracé

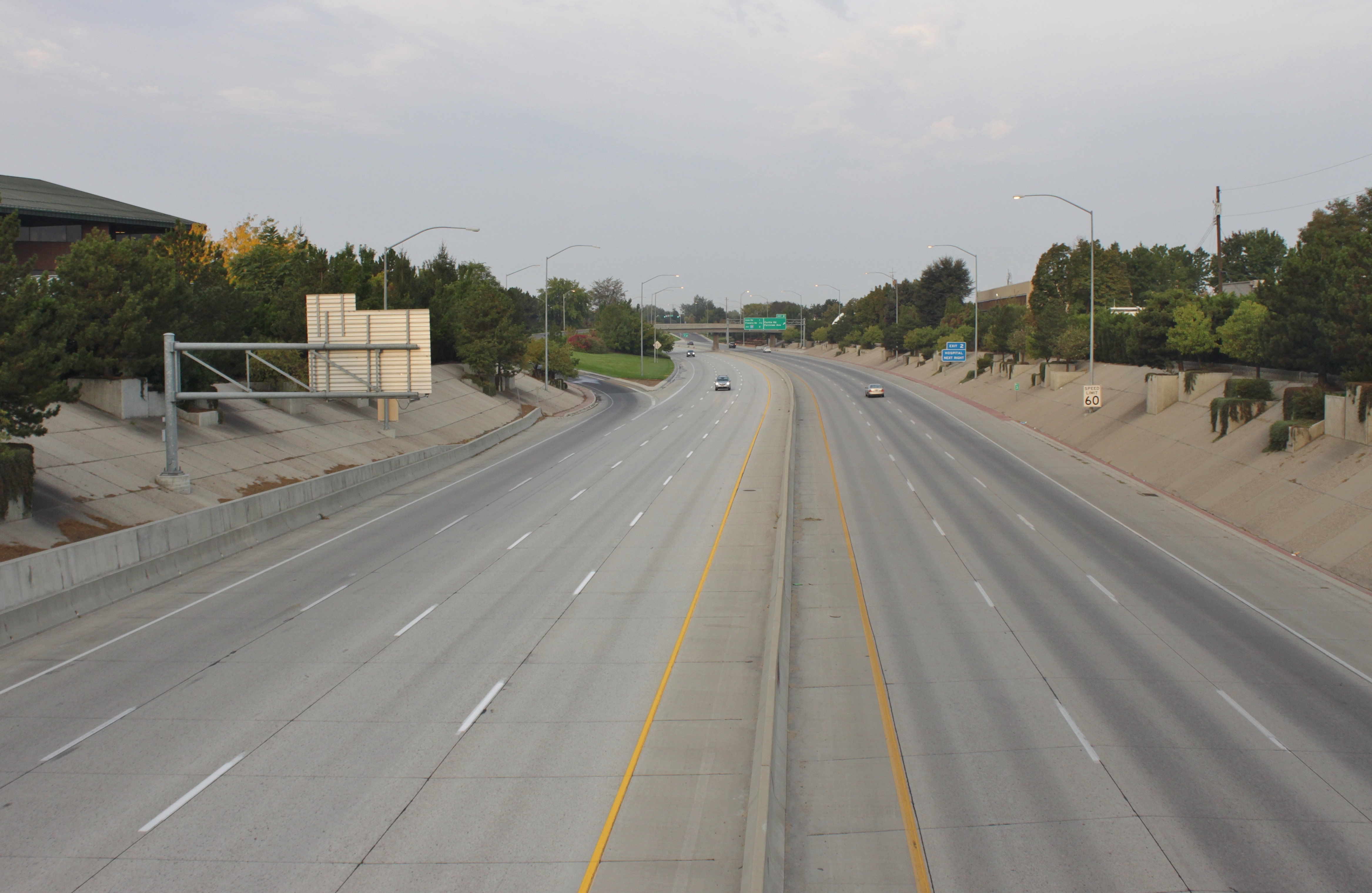
I-184 ouest depuis Orchard Street

L'I-184 est également connue comme le Boise Connector ou simplement le "Connector". Il s'git d'une autoroute urbaine de six voies parcourant 3,62 miles (5,83 km) depuis l'I-84 jusqu'au centre-ville de Boise. Depuis l'I-84, l'I-184 se dirige vers le nord-est et croise deux échangeur avec des voies locales avant de s'enligner vers l'est et d'atteindre l'intersection avec la US 20 / US 26.

## Liste des sorties
| Interstate 184    |              |      |      |        |                                  |                                                                             |
| Comté             | Municipalité | mi   | km   | Sortie | Intersections / Destinations     | Notes                                                                       |
| Ada               | Boise        | 0,00 | 0,00 |        | I-84 / US 30 ouest – Nampa       | Sortie 48 de l'I-84                                                         |
| Ada               | Boise        | 0,67 | 1,08 | 0      | I-84 / US 30 est – Mountain Home | Sortie direction ouest, entrée direction est; dessert l'Aéroport de Boise   |
| Ada               | Boise        | 1,08 | 1,74 | 1A     | Franklin Road                    |                                                                             |
| Ada               | Boise        | 1,33 | 2,14 | 1B     | Cole Road                        | Sortie direction ouest, entrée direction est                                |
| Ada               | Boise        | 2,54 | 4,09 | 2      | Curtis Road                      | Aussi indiqué Fairview Avenue en direction ouest                            |
| Ada               | Boise        | 2,81 | 4,52 | 3      | Fairview Avenue                  | Accès direction ouest via sortie 2                                          |
| Ada               | Boise        | 3,62 | 5,83 |        | US 20 / US 26 est                | Pas d'accès vers US 20 / US 26 ouest; la route continue au-delà du terminus |
| - Accès incomplet |              |      |      |        |                                  |                                                                             |